# Łańce
Łańce is een plaats in het Poolse district  Raciborski, woiwodschap Silezië. De plaats maakt deel uit van de gemeente Kornowac en telt 520 inwoners.